# Hans Helm
Pour les articles homonymes, voir Helm (homonymie).
Hans Helm est un artiste lyrique (baryton) allemand né le 12 avril 1934 à Passau et mort le 23 décembre 2023.

## Biographie
Hans Helm naît le 12 avril 1934 à Passau.
Il étudie à Munich et à Krefeld et fait ses débuts sur scène à Graz en 1957 dans le rôle d'Andreï Chtchelkalov dans Boris Godounov de Moussorgski. Il est ensuite membre pendant 30 ans de la troupe du Staatsoper de Vienne, où il est au cours de sa carrière 46 fois Figaro dans Le Barbier de Séville, 45 fois le Comte Almaviva dans Les Noces de Figaro, 30 fois Marcello dans La Bohème, 69 fois Faninal dans Le Chevalier à la rose et 25 fois Ill dans La Visite de la vieille dame d'Einem,.
Hans Helm a aussi chanté Stolzius (Die Soldaten) et le rôle-titre d'Eugène Onéguine à Cassel (1968-1979), le Comte Almaviva à Glyndebourne et Covent Garden (1976), Don Fernando à La Scala (1978) et à Washington (1979), Arlequin (Ariadne auf Naxos) à Salzbourg (1981), le Comte Peter Homonay (Der Zigeunerbaron) à Bregenz (1982), et créé Lopakhin dans Der Kirschgarten de Rudolf Kelterborn à Zurich en 1984. À l'Opéra de Paris, il est le Comte Almaviva durant la saison 1990-1991.
En 1986, il est nommé Kammersänger à l'Opéra de Vienne,.
Baryton « d'une grande hauteur et d'une grande autorité », au vaste répertoire, Hans Helm a aussi chanté Agamemnon (Iphigénie en Aulide de Gluck), Malatesta (Don Pasquale de Donizetti), Melot (Tristan und Isolde de Wagner), Silvio (Pagliacci de Leoncavallo), Dominik (Arabella de Richard Strauss), le Comte (Capriccio de Richard Strauss), Ashby (La fanciulla del West de Puccini), le Comte Luna (Palestrina de Pfitzner) et Frank (Die tote Stadt de Korngold).
Il meurt le 23 décembre 2023,.